# Думенко Сергій Данилович
Сергі́й Дани́лович Думе́нко (* 17 грудня 1909 — † 9 жовтня 1992) — український художник-портретист, графік-монументаліст, член НСХУ.

## Короткий життєпис
Народився 1909 року в Одесі.
В 1932—1938 роках навчався у Одеському художньому технікумі, навчався у Олексія Шовкуненка та Леоніда Мучника. Працював в Одесі.
З 1937 року бере участь у республіканських та з 1951 — зарубіжних виставках. Працював також як художник-оформлювач в театрах.
Учасник Другої світової війни, нагороджений медалями.
В травні 1950 критикується «за неправильний показ у картинах трудових процесів у колгоспах».

## Його роботи
зберігаються в музеях і приватних колекціях. Серед робіт:
- «Асканія Нова», 1938,
- «Бій за с. Крижанівка», 1946,
- «Захисники Одеси», 1948,
- «Перша борозна», 1949,
- «Череда», 1950,
- «Сільські простори», 1950,
- «Весна у колгоспі», 1951,
- «Бузок», 1952,
- «Птахоферма», 1954,
- «На концерті», 1960,
- «Вечір у селі», 1960,
- «Тополі», 1960,
- «Весна на околиці», 1963,
- «Сонячний день», 1963,
- «Опівдні на Дніпровському лимані», 1969,
- «Будні причалу рибного порту», 1980.